# Adolfo Pérez Esquivel

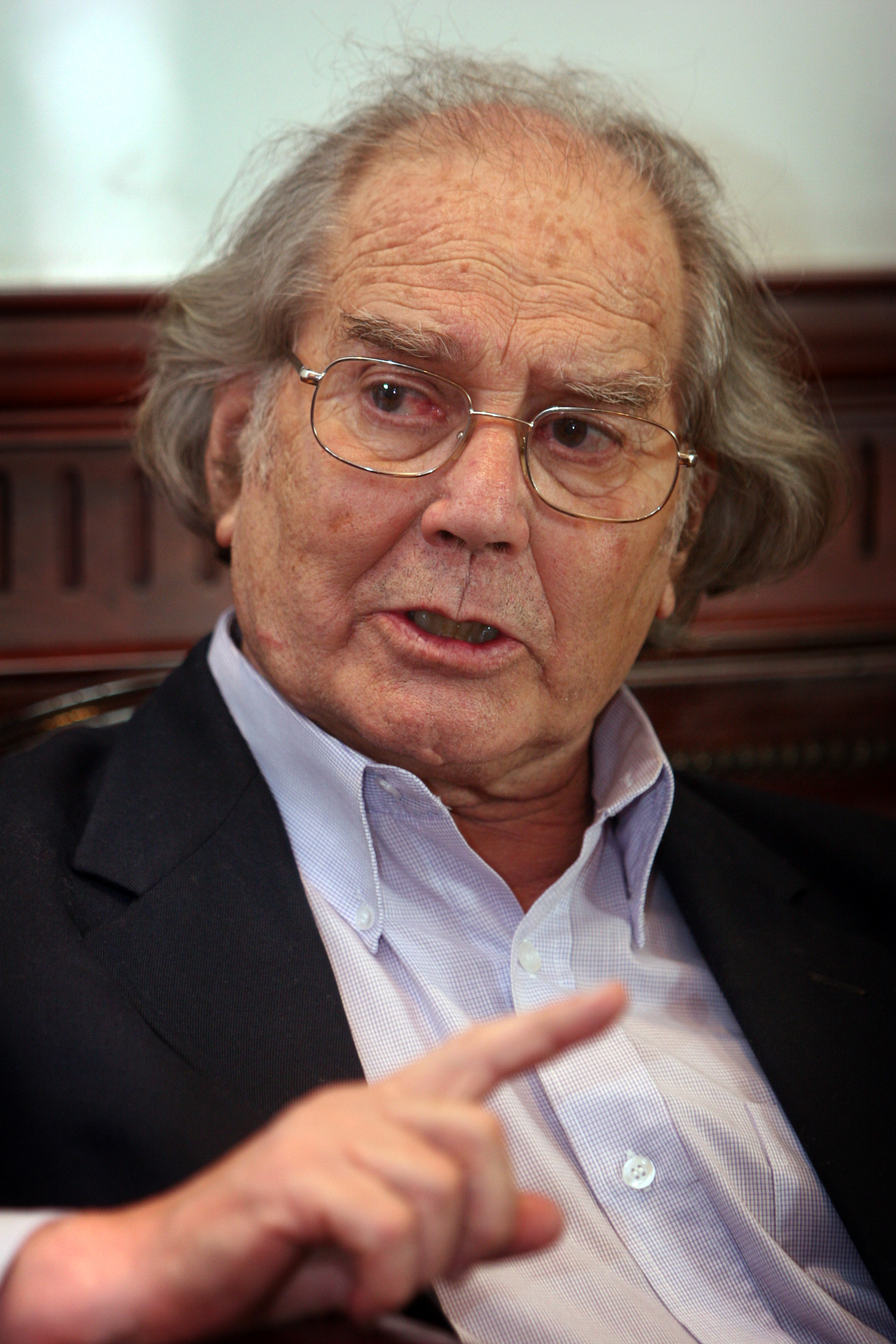
Adolfo Pérez Esquivel.

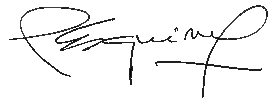
Chữ kí của ông.

Adolfo Pérez Esquivel (sinh ngày 26 tháng 11 năm 1931 tại Buenos Aires, Argentina) là kiến trúc sư, nhà điêu khắc và người theo chủ nghĩa hòa bình người Argentina. Ông đã đoạt giải Nobel Hòa bình năm 1980. Ông nổi tiếng vì đã lãnh đạo cuộc chống đối Khu vực tự do Mậu dịch châu Mỹ (Free Trade Area of the Americas) và mang lại sự chú ý đến việc cảnh sát Argentina huấn luyện các trẻ em thành các đội bán quân sự, một việc làm mà ông so sánh với việc lập ra tổ chức Hitler-Jugend, một tổ chức thanh niên bán quân sự của Đức Quốc xã.

## Sự nghiệp
Esquivel theo học Escuela Nacional de Bellas Artes (Trường quốc gia Mỹ thuật) và Universidad Nacional de La Plata (Đại học quốc gia La Plata), nơi ông được đào tạo thành một kiến trúc sư và nhà điêu khắc. Sau đó ông được bổ nhiệm làm giáo sư ngành kiến trúc. Trong 25 năm, ông đã dạy ở các trường tiểu học, trung học và đại học.
Trong thập niên 1960, Pérez Esquivel bắt đầu làm việc với các nhóm yêu chuộng hòa bình Kitô giáo ở châu Mỹ Latin. Năm 1974, ông quyết định từ bỏ việc giảng dạy khi ông được chọn làm tổng điều phối viên cho một mạng lưới các cộng đồng ở châu Mỹ latin nhằm xúc tiến việc giải thoát sự nghèo khổ thông qua các phương tiện bất bạo động.
Khi có cuộc đàn áp có hệ thống sau cuộc đảo chính quân sự của Jorge Rafael Videla năm 1976, Esquivel góp phần vào việc hình thành và tài trợ việc kết hợp giữa các tổ chức để bảo vệ nhân quyền và hỗ trợ các gia đình nạn nhân của cuộc Chiến tranh bẩn thỉu (Guerra Sucia). Quỹ "El Servicio de Paz y Justicia" ("Service, Peace and Justice Foundation"), mà ông thành lập, đã phát triển trong bối cảnh này, và được sử dụng như một công cụ để bảo vệ nhân quyền bằng cách xúc tiến một chiến dịch quốc tế để tố cáo những hành động tàn bạo của chế độ quân sự.
Năm 1975, Esquivel đã bị quân cảnh Brasil bắt giữ, ông bị cầm tù năm 1976 tại Ecuador, cùng với các giám mục châu Mỹ Latin và Bắc Mỹ. Năm 1977 ông bị cảnh sát liên bang bắt giữ tại Buenos Aires, bị tra tấn và bị giam mà không xét xử trong 14 tháng.
Đến năm 2003, ông là chủ tịch của Hội đồng danh dự Quỹ "El Servicio de Paz y Justicia" và của Liên đoàn Quốc tế Nhân quyền và giải phóng các dân tộc (International League for Human Rights and Liberation of Peoples), có trụ sở tại Milan, Ý, và là thành viên của Tòa án thường trực các Dân tộc (Permanent Peoples' Tribunal). 
Ngoài ra, ông đã phát hành quyển "Caminando Junto al Pueblo" (Đi cùng nhân dân, 1995), trong đó ông mô tả các kinh nghiệm của mình với phong trào bất bạo động tại châu Mỹ Latin.

## Ủng hộ Tây Tạng
Trong cuộc Bạo động năm 2008 tại Tây Tạng, ông đã viết thư ủng hộ gửi tới Đạt lại Lạt Ma Tenzin Gyatso và nhân dân Tây Tạng. Năm 2009, ông đến thăm Tibet House Foundation ở Barcelona và bày tỏ sự ủng hộ cho sự nghiệp giải phóng Tây Tạng.

## Giải thưởng
- 1980 ông được trao giải Nobel Hòa bình cho những nỗ lực của ông trong việc bảo vệ nhân quyền.
- 1999 ông được trao giải Pacem in Terris.
- Ngoài ra ông còn được tặng nhiều bằng tiến sĩ danh dự của nhiều trường đại học trên khắp thế giới

## Tác phẩm
- Adolfo Pérez Esquivel, Le Christ au Poncho, Paris, Le Centurion, 1981.
- Adolfo Pérez Esquivel, Cultivons la paix !, Paris, DDB, 2000.